# レジー・エバンス
レジー・エバンス (Reginald Jamaal Evans 1980年5月18日 - )は、アメリカ合衆国フロリダ州ペンサコーラ出身のプロバスケットボール選手。NBAのサクラメント・キングスに所属していた。各チームでリバウンダーとして活躍するジャーニーマンである。

## 来歴
アイオワ大学て4年間プレーするも、2002年のNBAドラフトでは指名漏れとなったが、フリーエージェントでシアトル・スーパーソニックスと契約。3シーズン半プレーした後2006年2月23日にデンバー・ナゲッツに移籍。同年のプレーオフのロサンゼルス・クリッパーズ戦では、クリス・ケイマンに対するフレグラント・ファウル (ケイマンの股間への暴行行為) で、1万ドルの罰金処分を受けた。

その後はフィラデルフィア・76ers、トロント・ラプターズでプレーし、2011-12シーズンはロサンゼルス・クリッパーズでプレーした。

2012年7月11日、サイン・アンド・トレードでブルックリン・ネッツに移籍。2012-13シーズンは平均11.1リバウンドを記録した。

2014年2月19日、マーカス・ソーントンとのトレードで、サクラメント・キングスに移籍した。

## プレースタイル
得点力こそほぼ皆無に等しいものの、泥臭いプレーで人気を博した選手である。特にリバウンドでは光るものがあった。平均2桁を超えたのは2シーズンのみだが、いざプレータイムを与えれば余裕で10本近くをもぎ取ってきた。